# Nina Milewska

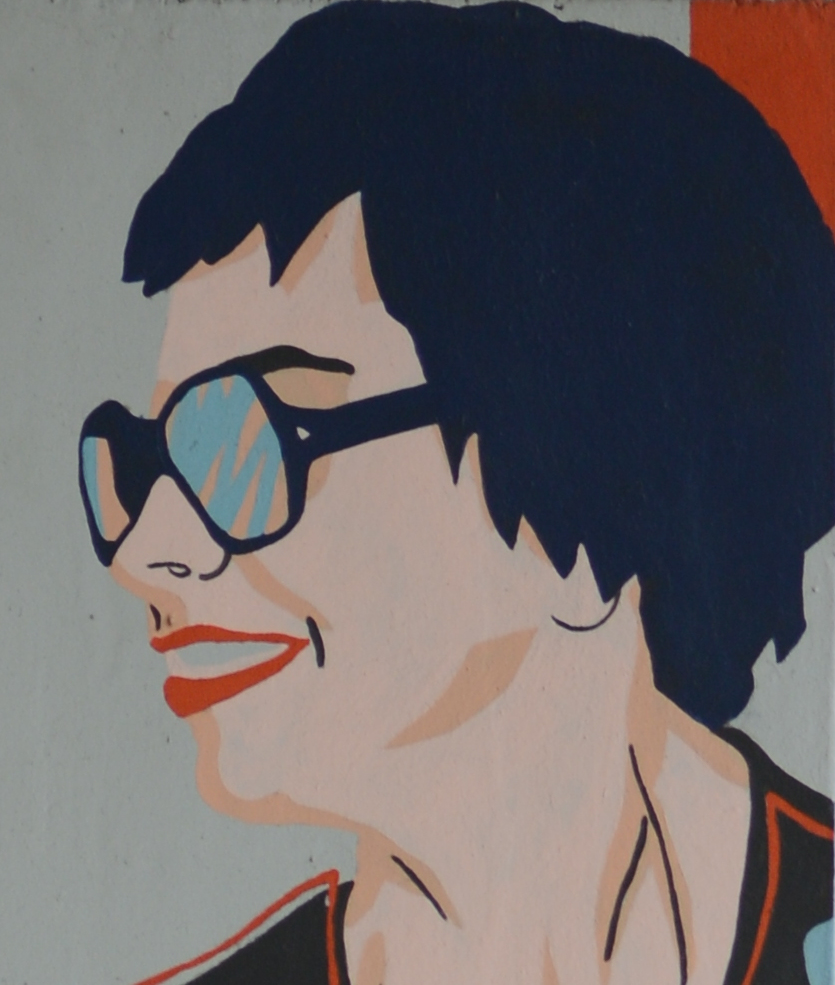
Wizerunek Niny Milewskiej na muralu „Kobiety Wolności” w Gdańsku

Nina Milewska, właśc. Bronisława Krystyna Milewska (ur. 1 września 1944 w Sokołowie Małopolskim) – polska historyczka sztuki i działaczka opozycyjna.

## Życiorys
W marcu 1968 uczestniczyła w demonstracjach studenckich. W 1971 ukończyła studia w Instytucie Historii Sztuki Uniwersytetu Warszawskiego.
Od 1971 pracowała w gdańskich czasopismach jako recenzentka wydarzeń artystycznych. W latach była 1975–1977 instruktorką kulturalno-oświatową przy Gdańskim Oddziale Związku Literatów Polskich.
W 1976 rozpoczęła współpracę z Komitetem Obrony Robotników, m.in. przepisywała ulotki i kolportowała wydawnictwa niezależne w Warszawie i Gdańsku. W latach 1977–1979 działała w Ruchu Obrony Praw Człowieka i Obywatela – udostępniała mieszkanie na spotkania. W 1979 była współzałożycielką Konfederacji Polski Niepodległej (KPN), proklamowała jej powołanie przy Grobie Nieznanego Żołnierza w Warszawie (inni liderzy KPN byli w tym czasie w areszcie). W latach 1979–1980 była redaktorką „Gazety Polskiej”. W sierpniu 1980 uczestniczyła w strajku w Stoczni Gdańskiej. Od lutego 1981 pracowała w Biurze Interwencji Międzyzakładowego Komitetu Założycielskiego NSZZ „Solidarność”/ZR Gdańsk. Prowadziła także nieoficjalny punkt informacyjny KPN przy MKZ. Od 13 grudnia 1981 do listopada 1982 pozostawała w ukryciu. Była rozpracowywana przez Milicję w ramach operacji pod kryptonimem „Kurier”.
W latach 1984–1989 była nauczycielką w trójmiejskich szkołach. Od czerwca 1989 do 1992 była pracowniczką Działu Szkoleń, a następnie Biura ds. Ekologii przy KK w Gdańsku. W latach 1992–2009 prowadziła własną działalność gospodarczą. W 2009 przeszła na emeryturę.
Odznaczona Krzyżem Oficerskim Orderu Odrodzenia Polski (2006) oraz Krzyżem Wolności i Solidarności (2016).
Milewska była jedną z osób, których wizerunek znalazł się w 2019 na muralu „Kobiety Wolności” na stacji PKM Strzyża w Gdańsku.